# Samarskit-(Y)
Samarskit-(Y) (kurz Samarskit) ist ein eher selten vorkommendes Mineral aus der Mineralklasse der „Oxide und Hydroxide“ mit der idealisierten, chemischen Zusammensetzung YFe3+Nb2O8 und damit ein Yttrium-Eisen-Niob-Oxid.
Samarskit-(Y) kristallisiert im orthorhombischen Kristallsystem, entwickelt jedoch meist nur grobkristalline bis derbe Mineral-Aggregate, selten aber auch tafelige bis prismatische Kristalle, die nach der c-Achse gestreckt sind und bis zu 12 cm Größe erreichen können.
Das Mineral ist im Allgemeinen undurchsichtig und nur in dünnen Fragmenten durchsichtig. Die Oberflächen von sichtbaren Kristallflächen weisen einen glas- bis harzähnlichen Glanz auf, derbe Aggregate sind dagegen matt. Frische Samarskit-Proben sind von samtschwarzer Farbe mit einem bräunlichen Stich. Im Durchlichtmikroskop erscheint das Mineral dagegen hell- bis dunkelbraun und durch Verwitterung wird Samarskit allmählich braun bis gelblichbraun. Seine Strichfarbe ist dagegen dunkelrötlichbraun bis schwarz, die allerdings ebenfalls durch Verwitterung ins Graue übergeht.

## Etymologie und Geschichte
Das Mineral wurde nach seinem Entdecker, dem russischen Montanisten Wassili Jewgrafowitsch Samarski-Bychowez (1803–1870) benannt, der im Korps der Russischen Bergbauingenieure arbeitete (1861 bis 1870 Chef). Der Mineralname wurde 1847 auf Vorschlag von dem deutschen Mineralogen Heinrich Rose vergeben. Für Samarskit sind in der älteren Literatur auch die Namen Uranotantal (nach Gustav Rose) und Yttroilmenit (nach R. I. Herman) belegt. Als Typlokalität gilt die Grube „Blyumovskaya“ (Schacht Nr. 50) am Berg Ilmen im „Ilmen-Naturreservat“ in der russischen Oblast Tscheljabinsk (Südural).
Für die wissenschaftliche Erforschung der Lanthanoidgruppe kommt dem Mineral Samarskit eine wichtige Stellung zu. Die relativ großen verfügbaren Mengen von diesem Mineral gestatteten eine umfangreiche Analyse. Marc Delafontaine entdeckte 1878 mit der Spektralanalyse die Uneinheitlichkeit des aus ihm erhaltenen Didymoxides. Lecoq de Boisbaudran isolierte 1879 aus Samarskit das Samariumoxid. Marignac konnte aus ihm 1880 neben Samariumoxid auch das Gadoliniumoxid extrahieren.

## Klassifikation
Bereits in der veralteten, aber teilweise noch gebräuchlichen 8. Auflage der Mineralsystematik nach Strunz gehörte der Samarskit zur Mineralklasse der „Oxide und Hydroxide“ und dort zur Abteilung „MO2- und verwandte Verbindungen“, wo er zusammen mit Euxenit, Fersmit, Ishikawait, Kobeit, Loranskit, Polykras, Tantalpolykras (Q), Tanteuxenit, Yttrokrasit-(Y) und Yttrotantalit die „Euxenit-Reihe“ mit der System-Nr. IV/D.10b bildete.
Im zuletzt 2018 überarbeiteten und aktualisierten Lapis-Mineralienverzeichnis nach Stefan Weiß, das sich aus Rücksicht auf private Sammler und institutionelle Sammlungen noch nach dieser klassischen Systematik von Karl Hugo Strunz richtet, erhielt das Mineral die System- und Mineral-Nr. IV/D.19-60. In der „Lapis-Systematik“ entspricht dies der Abteilung „Oxide mit dem Verhältnis Metall : Sauerstoff = 1 : 2“, wo Samarskit-(Y) zusammen mit Calciosamarskit, Euxenit-(Y), Fersmit, Ishikawait, Loranskit-(Y), Písekit-(Y) (Q), Polykras-(Y), Samarskit-(Yb), Tanteuxenit-(Y), Uranopolykras, Yttrocolumbit-(Y), Yttrokrasit-(Y), Yttrotantalit-(Y) eine eigenständige, aber unbenannte Gruppe bildet.
Die seit 2001 gültige und von der International Mineralogical Association (IMA) bis 2009 aktualisierte 9. Auflage der Strunz’schen Mineralsystematik ordnet den Samarskit-(Y) ebenfalls in die Abteilung der Oxide mit dem Verhältnis „Metall : Sauerstoff = 1 : 2 und vergleichbare“ ein. Diese ist allerdings weiter unterteilt nach der relativen Größe der beteiligten Kationen und der Kristallstruktur, so dass das Mineral entsprechend seiner Zusammensetzung in der Unterabteilung „Mit mittelgroßen Kationen; Ketten kantenverknüpfter Oktaeder“ zu finden ist, wo es als Namensgeber „Samarskitgruppe“ mit der System-Nr. 4.DB.25 und den weiteren Mitgliedern Calciosamarskit, Ishikawait, Ixiolith, Písekit-(Y), Samarskit-(Yb), Srilankit und Yttrocolumbit-(Y) bildet.
Auch die vorwiegend im englischen Sprachraum gebräuchliche Systematik der Minerale nach Dana ordnet den Samarskit-(Y) in die Klasse der „Oxide und Hydroxide“, dort allerdings in die bereits feiner unterteilte Abteilung „Mehrfache Oxide mit Nb, Ta und Ti“ ein. Hier ist er nur zusammen mit Samarskite-(Yb) in der „Samarskitgruppe“ mit der System-Nr. 08.01.11 innerhalb der Unterabteilung „Mehrfache Oxide mit Nb, Ta und Ti mit der Formel ABO4“ zu finden.

## Kristallstruktur
Samarskit-(Y) kristallisiert orthorhombisch in der Raumgruppe Pbcn (Raumgruppen-Nr. 60) mit den Gitterparametern a = 4,92 Å; b = 5,69 Å und c = 5,21 Å sowie 2 Formeleinheiten pro Elementarzelle.

## Eigenschaften
Das Mineral ist durch seinen Urangehalt von bis zu 15,9 % als stark radioaktiv eingestuft und weist eine spezifische Aktivität von etwa 28,74 kBq/g auf (zum Vergleich: natürliches Kalium 31,2 Bq/g).

## Bildung und Fundorte

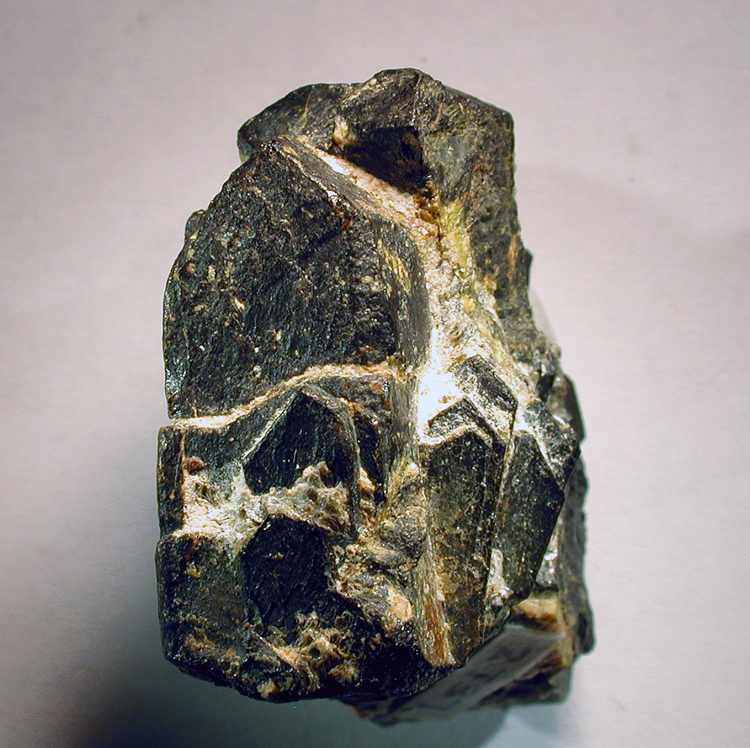
Samarskit-(Y) aus der „Tom Ross Mine“, Yancey County, North Carolina, USA

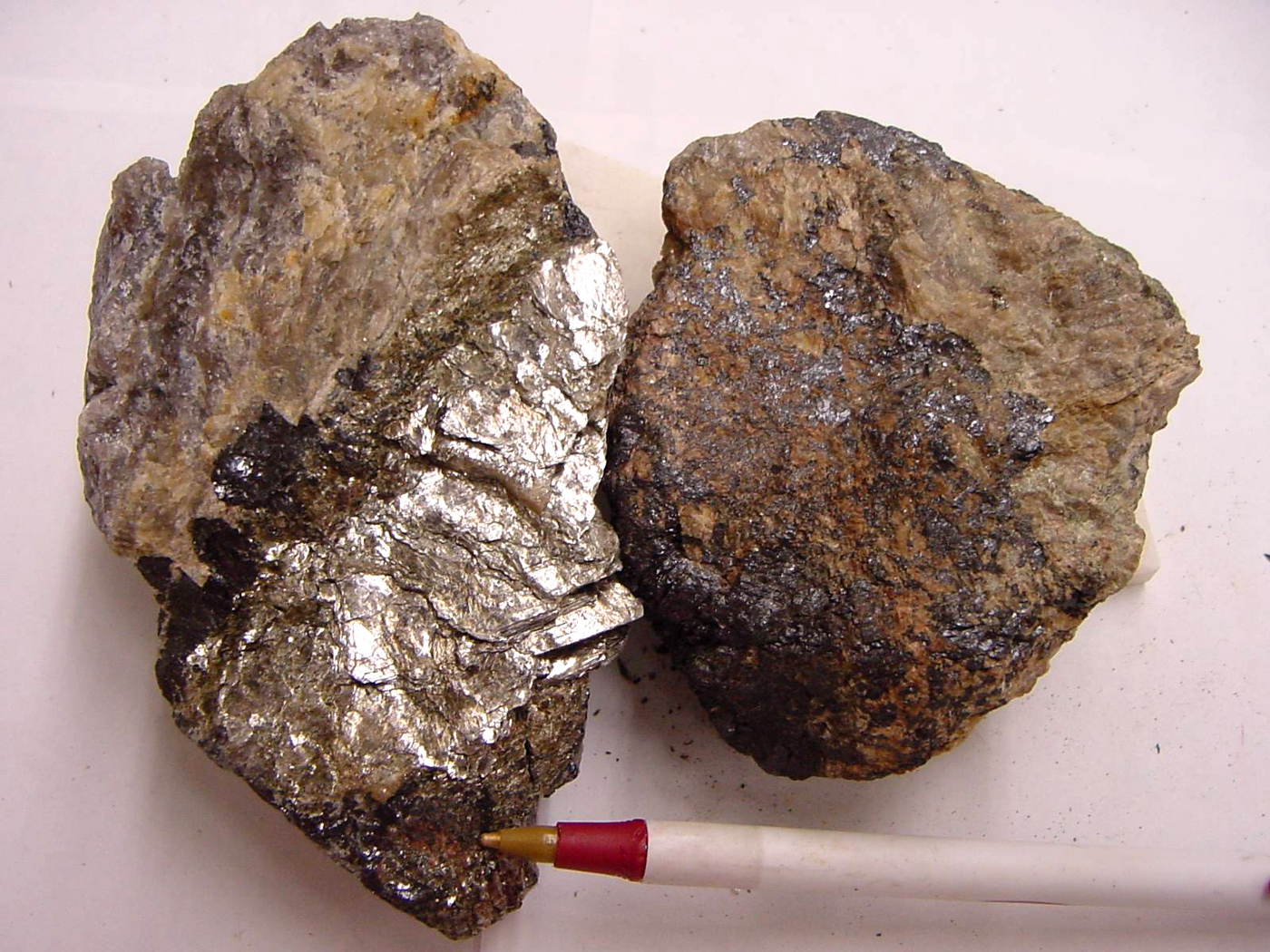
Samarskit-(Y) mit frischer Bruchfläche aus der Sammlung der Brigham Young University, Utah, USA

Samarskit-(Y) bildet sich als seltener, akzessorischer Bestandteil in Granit-Pegmatit-Gängen mit hohem Anteil an Metallen der Seltenen Erden.
Dort tritt er in Paragenese unter anderem mit Albit, Aeschynit, Beryll, Biotit, Columbit, Granat, Magnetit, Monazit, Muskovit, Topas, Turmalin, Uraninit und Zirkon sowie Erzmineralen wie Kassiterit und Tantalit-(Mn) auf.
Am Ort der Erstentdeckung, Bljumowskaja kop' im südlichen Illmengebirge (bei Miass), wurde der Samarskit in Verwachsungen mit Columbit gefunden. Das Illmengebirge ist ein Teil vom Südural und befindet sich etwa 200 km südlich von Jekaterinburg.
Die Bljumowskaja Grube (Bljumowskaja kop') entstand 1835 und ist als reichhaltige Mineralienfundstelle im Südural bekannt. Hier wurden 1911 durch die Radiumexpedition von Mitarbeitern Wernadskijs etwa 15 Kilogramm Samarskit geborgen und zur Untersuchung an Marie Skłodowska-Curie weitergegeben.
Als eher seltene Mineralbildung kann Samarskit-(Y) an verschiedenen Fundorten zum Teil zwar reichlich vorhanden sein, insgesamt ist er aber wenig verbreitet. Weltweit gelten bisher (Stand: 2012) rund 350 Fundorte als bekannt. Neben seiner Typlokalität Grube „Blyumovskaya“ konnte das Mineral noch an anderen Stellen am Berg Ilmen und am nahen Fluss Miass im Ural sowie an zwei Fundpunkten in der ostsibirischen Republik Burjatien gefunden werden.
In Deutschland fand sich Samarskit-(Y) unter anderem bei Matzersdorf und Stützersdorf in der Gemeinde Tittling und bei Hadendorf in der Gemeinde Waidhaus in Bayern sowie an mehreren Orten in der Eifel nahe Niedermendig und am Krufter Ofen.
In Österreich trat das Mineral bisher nur in der Scheelit-Lagerstätte im Felbertal (Hohe Tauern) in Salzburg und bei Mitterreit/Aigen im Mühlkreis in Oberösterreich auf. Ein weiterer Fundort, Meitschenhof in der Gemeinde Pregarten, ist bisher nicht bestätigt.
Der bisher einzige bekannte Fundort für Samarskit-(Y) in der Schweiz ist ein verlassener Granophyr-Steinbruch nahe der Kapelle della Madonna in der Tessiner Gemeinde Carona TI.
Weitere Fundorte liegen unter anderem in Australien, Brasilien, China, Finnland, Frankreich, Guyana, Indien, Italien, Japan, Kanada, Madagaskar, Mosambik, Norwegen, Polen, Rumänien, Sambia, Saudi-Arabien, Schweden, Slowakei, Südafrika, Tschechien, Ukraine und in mehreren Bundesstaaten der USA.

## Verwendung
Samarskit dient als Rohstoff zur Gewinnung von Lanthanoid-Metallen sowie für die seltenen Übergangsmetalle Niob und Tantal.